# Église Saint-Martin de Bromme
L'église Saint-Martin de Bromme est une église située au village de Brommes sur le territoire de la commune de Mur-de-Barrez, dans le département de l'Aveyron en région Occitanie.
Elle fait l'objet d'une protection au titre des monuments historiques.

## Localisation
L'église est située sur la commune de Mur-de-Barrez, dans le département français de l'Aveyron.

## Historique
L'édifice est classé au titre des monuments historiques depuis le 11 février 1930.